# ادوارد آدام دیویس
ادوارد آدام دیویس (انگلیسی: Ed Davis؛ زادهٔ ۵ ژوئن ۱۹۸۹) بازیکن بسکتبال اهل ایالات متحده آمریکا است.
از باشگاه‌هایی که در آن بازی کرده‌است می‌توان به ممفیس گریزلیز، پورتلند تریل بلیزرز، لس آنجلس لیکرز، تورنتو رپترز، و بروکلین نتس اشاره کرد.